# Villard Point
Der Villard Point (spanisch Punta Villard) ist eine Landspitze an der Nordküste der Livingston-Insel im Archipel der Südlichen Shetlandinseln. Sie ist Teil der Robbery Beaches, ragt in die Barclay Bay hinein und trennt die Baba Tonka Cove im Westen von der Kukuzel Cove im Osten.
Teilnehmer der 25. Chilenischen Antarktisexpedition (1970–1971) benannten sie vermutlich nach einem Expeditionsteilnehmer. Das UK Antarctic Place-Names Committee übertrug diese Benennung 1978 ins Englische.